# Universidade Estadual de Feira de Santana
Die Staatliche Universität von Feira de Santana (portugiesisch: Universidade Estadual de Feira de Santana; UEFS) ist eine staatliche Universität im Bundesstaat Bahia, Brasilien.